# Wilsberg: Und die Toten lässt man ruhen
Und die Toten lässt man ruhen ist die erste Folge der Fernsehfilmreihe Wilsberg. Die Erstausstrahlung erfolgte am 20. Februar 1995 im ZDF. Der Film basiert auf der gleichnamigen Buchvorlage von Jürgen Kehrer aus dem Jahr 1990. Regie führte Dorothea Neukirchen, das Buch wurde von Heidi Stroh und Dorothea Neukirchen geschrieben.
In der ersten Folge wurde die Hauptrolle des Georg Wilsberg von Joachim Król gespielt. Ab der zweiten Folge wurde die Rolle von Leonard Lansink übernommen.

## Handlung
Als Rechtsanwalt gescheitert, betreibt Wilsberg ein Münz- und Briefmarkengeschäft in Münster. Er verdient sich als Privatdetektiv Geld nebenbei und erhält von Hermann Pobradt den Auftrag, den 16 Jahre alten Mord an dessen Bruder Karl aufzuklären, den die Staatsanwaltschaft und die Polizei als Selbstmord schnell zu den Akten gelegt hatten. Hermann Pobradt verdächtigt Wilma Pobradt, die Ehefrau von Karl. Wilsberg lehnt den Fall zunächst ab, bis Pobradt ein großzügiges Honorar auf den Tisch legt. Der notorisch klamme Wilsberg nimmt den Fall an.
Wilsberg fragt den befreundeten städtischen Angestellten Mani Höch nach der Familie Pobradt, während dieser Bodenkontrollen in einem Kindergartensandkasten vornimmt. Laut Mani gehören die Pobradts zum Münsteraner Geldadel, ihnen gehört die Baugesellschaft Pobradt Hoch- und Tiefbau. Wilsberg kontaktiert seinen Freund, den Polizisten Hans Bebber, um ihn nach Informationen zu fragen, bis dessen Chef, Kommissar Merschmann, Wilsberg entdeckt und rauswirft. Wilsberg fährt zur Familie Pobradt und sucht nach Wilma, trifft aber nur deren Tochter Katharina. Er erfährt, dass sein Auftraggeber seit Jahren Insasse einer Nervenheilanstalt ist. Katharinas Bruder Uwe Pobradt, ein gescheiterter Musiker mit Alkoholproblem, spielt im Hintergrund Musik. Wilsberg will den Fall wieder aufgeben, als Hermann Pobradt den Namen Merschmann fallen lässt. Wilsberg und Merschmann sind verfeindet, seit Wilsberg Kommissar Merschmann wegen Körperverletzung eines Demonstranten angezeigt hatte, woraufhin Merschmann dafür sorgte, dass Wilsberg seine Anwaltslizenz verlor. Diese Feindschaft macht sich Hermann Pobradt zunutze; aus diesem Grund beauftragte er Wilsberg. Merschmann hatte damals die Ermittlungen im Mordfall Karl Pobradt geführt und nach Hermann Pobradts Meinung Fakten unterschlagen. Wilsbergs Interesse an dem Fall ist wieder erweckt.
Wilsberg bittet Mani, der seinerzeit als Zivildienstleistender Krankentransporte fuhr, herauszufinden, wer damals Karl Pobradt transportiert hatte, denn er war nicht sofort tot, sondern starb erst eine halbe Stunde nach dem Schuss, mit dem er sich selbst getötet haben sollte, auf dem Weg zum Krankenhaus. Wilsberg fährt aufgrund einer Verletzung zum Krankenhaus und sieht dabei zufällig Merschmann, der einen alten Freund besucht und um Hilfe bittet, damit die Bodenkontrollen gestoppt und die Untersuchungsergebnisse nicht veröffentlicht werden. Wilsberg findet heraus, dass es sich um Kurt Hillerich handelt, der an Darmkrebs erkrankt ist. Mani hat herausgefunden, dass das Gelände, auf dem auch der Kinderspielplatz liegt, verseucht ist, und dass die ganze Siedlung von der Firma Pobradt gebaut wurde. Wilsberg erfährt von Mani, dass es sich bei Kurt Hillerich um einen ehemaligen Baudezernenten handelt. In der Zwischenzeit hat Mani herausgefunden, wer damals Karl Pobradt transportiert hatte: Der eine der beiden Fahrer ist tot, der andere lebt mittlerweile in Bielefeld. Wilsberg sucht diesen auf und erfährt, dass beim Tod von Karl Pobradt die Ehefrau und ein junger Mann dabei waren und dass der Fahrer damals von der Polizei gar nicht befragt worden war.
Wilsberg spricht Wilma Pobradt auf Merschmann an und schaut sich das Zimmer an, in dem der vermutete Mord passiert ist. Laut Wilma Pobradt hat Uwe Pobradt zum Todestag ein Konzert in London gegeben. Wilma Pobradt informiert Merschmann, dass Wilsberg in der Sache herumschnüffelt. Wilma Pobradt ist ebenfalls mit Kurt Hillerich befreundet. Mani besucht Wilsberg und zeigt ihm einen Pressebericht über eine Grundsteinlegung eine Woche vor dem Todestag von Karl Pobradt. Auf dem zugehörigen Foto sind Karl und Wilma Pobradt, Kurt Hillerich und eine weitere Person zu sehen. Wilsberg fährt zum Bauunternehmen und findet heraus, dass es sich bei der unbekannten Person auf dem Foto um Bruno Steyn handelt. Wilsberg besorgt sich nachts die Personalakte von Steyn und wird dabei von einem Wachmann entdeckt, kann aber fliehen. Merschmann erfährt, dass Wilsberg dort herumgeschnüffelt hat.
Wilsberg ruft Steyn an und teilt ihm mit, dass er ihn als Liebhaber von Wilma Pobradt aufgedeckt hat und dass dieser in der Mordnacht am Tatort war. Wilsberg besucht Hillerich und erfährt, dass Karl Pobradt unter Depressionen gelitten haben soll. Danach trifft sich Wilsberg mit Steyn und wird dabei von Merschmann beobachtet. Wilsberg bekommt Negative von Steyn, auf denen Wilma Pobradt mit Blessuren zu sehen ist. Die Fotos sollte Steyn für Wilma für den Fall einer späteren Scheidung von Karl Pobradt machen. Bebber findet heraus, dass in der Mordakte zu Karl Pobradt eine Seite fehlt. Wilsberg findet über einen Briefmarkenkunden im Katasteramt heraus, dass das Giftgelände damals von der inzwischen verstorbenen Frau Hillerich unter ihrem Geburtsnamen an Pobradt verkauft worden war. Sie hatte das Gelände nur zwei Wochen im Besitz und angeblich war das Gelände ohne Ergebnis auf Altlasten untersucht worden. Kurt Hillerich hat also Karl Pobradt übers Ohr gehauen. Wilsberg und Mani fahren zu Merschmann, um dort einzubrechen und herauszufinden, was Merschmann gegen Hillerich in der Hand hat. Wilsberg bricht bei Merschmann ein, Mani steht Schmiere, kann aber Wilsberg nicht warnen, als Merschmann auftaucht. Merschmann entdeckt Wilsberg, als dieser mit Unterlagen das Haus verlässt, aber Wilsberg kann mit Mani fliehen. Merschmann nimmt die Verfolgung auf, verliert die beiden aber aus den Augen. Merschmann setzt zwei Kollegen auf Wilsberg an, nicht ahnend, dass Bebber Wilsberg unterstützt. Wilsberg ruft Hillerich an, um ihm mitzuteilen, dass er ihn für den Mörder hält, da Karl Pobradt herausgefunden hatte, dass Hillerich ihn übers Ohr gehauen hatte. Beide vereinbaren ein Treffen bei Hillerich. Wilsberg teilt Bebber mit, was er herausgefunden hat und dass Merschmann Hillerich erpresst hat, statt die Sache aufzudecken. Dieser will Wilsberg jedoch unerwartet festnehmen. Wilsberg kann fliehen und taucht bei Hillerich auf. Hillerich hat sich jedoch vorher selbst erschossen. Merschmann hat Hillerich aufgefunden und manipuliert den Tatort so, dass man Wilsberg für den Mörder halten soll, und will Wilsberg erschießen. Gerade noch rechtzeitig kommt Bebber und verhindert das Schlimmste. Er teilt Wilsberg mit, dass er Wilsberg nur festnehmen wollte, um ihn daran zu hindern, bei Hillerich aufzutauchen, da er zwischenzeitlich selbst weiter belastendes Material gegen Merschmann gefunden hatte.
Der Fall scheint beendet, doch Wilsberg entdeckt, dass Uwe Pobradt gar nicht zur Tatzeit in London war. Er spricht erneut mit Wilma Pobradt. Die erzählt ihm den Rest der Wahrheit: Uwe hatte seinen Vater erschossen, als dieser seine Ehefrau Wilma wieder einmal geschlagen hatte. Sie erzählt auch, dass Merschmann eine Jugendliebe von Wilma Pobradt war. Wilsberg sieht den Fall damit endgültig als erledigt an, ohne das an die Polizei weiterzugeben.

## Hintergrund
Am 26. September 2007 wurde die Folge zusammen mit der zweiten Folge In alter Freundschaft von Polarfilm auf DVD mit FSK-12-Freigabe veröffentlicht. Die DVD enthält neben den beiden Hauptfilmen als Bonusmaterial ein Making-of sowie ein Porträt über die Stadt Münster.
Während der Aufzeichnung einer Verfolgungsjagd am Schlossplatz brach Heinrich Schafmeister eigenen Angaben zufolge erstmals in seiner Karriere die Dreharbeiten für eine Szene ab. Für die Aufnahmen sei er in ein Auto gesetzt worden, das bergab gejagt wurde. Die Bremsen dieses Fahrzeugs waren allerdings defekt, so dass der Wagen bei jedem Dreh einige Meter weiter fuhr als ursprünglich geplant. Dies sei ein unangemessenes Risiko für die zahlreichen am Straßenrand stehenden Schaulustigen, darunter viele Kinder, gewesen, was für Schafmeister den Grund zum Abbruch der Dreharbeiten gab.

## Rezeption
Das Lexikon des internationalen Films urteilt, Wilsberg: Und die Toten lässt man ruhen sei ein „erster TV-Krimi um den liebenswert-schüchternen Privatdetektiv Wilsberg, der in Joachim Król seine ideale Verkörperung findet“.
Die Redaktion von TV Spielfilm ist der Meinung: „Spannung, Humor und ein schusseliger Held sorgen für nette Unterhaltung.“